# Shireen Abu Akleh
Shireen Abu Akleh (Jerusalén, 3 de abril de 1971-Yenín, 11 de mayo de 2022) fue una periodista palestino-estadounidense que trabajó como reportera para el canal catarí Al Jazeera durante 25 años, y que se convirtió en uno de los nombres más importantes del periodismo en Oriente Medio por sus décadas de reportajes desde los territorios palestinos ocupados por Israel. Durante su carrera informó de numerosos acontecimientos relacionados con los palestinos y analizó la política israelí. Sus reportajes televisivos y sus peculiares despedidas se hicieron muy conocidos y, como una de las más importantes periodistas del mundo árabe, era una fuente de inspiración para muchos palestinos y árabes, en particular por su papel como una mujer árabe en el desarrollo de la carrera de periodismo. Fue asesinada por el ejército Israelí mientras informaba desde el campamento de refugiados de Yenín.
El 11 de mayo de 2022, mientras cubría una operación del ejército israelí en el campo de refugiados de Yenín, en Cisjordania (Palestina), Abu Akleh recibió un disparo y murió mientras llevaba puesto un chaleco azul con la palabra "PRENSA" escrita en él. A pesar de que desde el principio sus compañeros (incluido un fotoperiodista de AFP) acusaron al ejército israelí de su muerte, Israel negó inicialmente toda responsabilidad y culpó de ello a milicianos palestinos. Poco después, el ejército israelí afirmó que había llevado a cabo una investigación cuya conclusión era que los responsables de su muerte podrían haber sido el ejército israelí o los milicianos palestinos. Diversos medios de comunicación internacionales, como The New York Times, The Washington Post y Bellingcat, así como el Alto Comisionado por los Derechos Humanos de las Naciones Unidas, llevaron a cabo investigaciones independientes sobre la muerte de Abu Akleh, y todas ellas concluyeron que el disparo que la mató provenía de un soldado israelí; una investigación independiente de la CNN concluyó que su muerte se trataba de un asesinato selectivo israelí. Una investigación del Departamento de Estado de los Estados Unidos también concluyó que fue "probablemente asesinada por fuego israelí", aunque los funcionarios estadounidenses afirmaron que no había "motivos para creer" que su asesinato fuese intencionado. El 5 de septiembre, el ejército israelí admitió una "alta posibilidad" de que la periodista hubiese "recibido accidentalmente" un disparo suyo, pero declaró que, a pesar de las exigencias estadounidenses, no iba a abrir una investigación criminal por su muerte. Forensic Architecture, un equipo de investigación londinense, rechazó las conclusiones israelíes el 20 de septiembre e informó de que su investigación demostraba que había sido un asesinato deliberado, tras lo que sostuvo que los continuos disparos que siguieron a su muerte demostraban que "a Shireen se le negó la asistencia médica de una manera activa y deliberada", dado que en ese momento no había enfrentamientos en la zona. En noviembre de 2022, el Departamento de Justicia de los Estados Unidos abrió una investigación oficial del asesinato, un movimiento condenado por Israel, que declaró que no cooperaría con la investigación.
Tanto la forma en la que murió como la violenta interrupción de su funeral provocaron una amplia condena internacional de Israel. Durante su funeral, la policía israelí atacó con porras y granadas aturdidoras a los hombres que portaban su féretro desde el Hospital de San José, en Jerusalén Este. Incluso el propio hospital fue asaltado por la policía israelí, que golpeó, zarandeó y pisoteó a sus pacientes y lanzó granadas aturdidoras que causaron heridas y quemaduras al personal médico. El grupo Iglesias Cristinas de Tierra Santa, que agrupa a quince denominaciones cristianas distintas, emitió un comunicado en el que se catalogaban las acciones de la policía israelí de "invasión y uso desproporcionado de la fuerza (...) y una severa violación de las normas y regulaciones internacionales, incluido el derecho fundamental a la libertad religiosa". Decenas de miles de personas atendieron a su funeral portando banderas palestinas y cantando eslóganes nacionalistas, en el que se cree que fue el mayor funeral palestino en Jerusalén de los últimos veinte años.

## Biografía
Shireen Abu Akleh nació en Jerusalén el 3 de abril de 1971, hija de Louli y Nasri Abu Akleh, en el seno de una familia de cristianos palestinos (en concreto, melquitas) originarios de Belén. Pasó un tiempo en los Estados Unidos, donde obtuvo la ciudadanía a través de miembros de la familia de su madre que vivían en Nueva Jersey. Sus padres murieron cuando ella era aún joven, y tenía un hermano.
Asistió al instituto Hermanas del Rosario en Beit Hanina, y posteriormente se matriculó en la Universidad Jordana de Ciencia y Tecnología para estudiar arquitectura. Continuó sus estudios en la Universidad de Yarmouk, también en Jordania, donde se graduó en periodismo, tras lo que regresó a Palestina.

## Carrera
Trabajó como periodista para Radio Montecarlo, Voice of Palestine, la Agencia de las Naciones Unidas para los Refugiados de Palestina en Oriente Medio (UNRWA), Amman Satellite Channel y la Iniciativa Palestina para la Promoción del Diálogo y la Democracia (MIFTAH). En 1997, empezó a trabajar como periodista para Al Jazeera y se convirtió en una de sus primeras corresponsales y en una de las caras más conocidas del canal en lengua árabe. Vivió y trabajó en Jerusalén Este, donde cubría todos los sucesos relacionados con Palestina, incluyendo la Segunda Intifada, y también la política israelí. Abu Akleh ejerció su profesión en Al Jazeera hasta su muerte por un disparo en 2022.
Tras haber informado de los hechos acaecidos en la Batalla de Yenín de 2002 y de diversas operaciones israelíes en la Franja de Gaza, y después de haber entrevistado a prisioneros palestinos con condenas prolongadas en la prisión de Shikma en 2005 -entrevista en la que se convirtió en la primera periodista árabe en obtener permiso para acceder a dicha prisión-, Abu Akleh expresó su preocupación por la posibilidad de haberse convertido en un objetivo del ejército israelí y de los colonos israelíes armados. En una entrevista con Al Jazeera afirmó que las autoridades israelíes la habían acusado en numerosas ocasiones de fotografiar zonas de seguridad.
Abu Akleh siguió desarrollando su carrera de periodista en Al Jazeera hasta que fue asesinada en 2022. En julio de 2021 se convirtió en la primera periodista de Al Jazeera en retransmitir en directo desde El Cairo después de que la cadena recibiese permiso para volver gracias a la mejora de las relaciones entre Egipto y Catar. En el momento de su muerte, Abu Akleh había estado estudiando hebreo para poder entender mejor la narrativa de los medios de comunicación israelíes y acababa de obtener un diploma en periodismo digital.
La carrera de Abu Akleh fue una inspiración para muchos otros periodistas palestinos y árabes, y eran especialmente reconocibles sus reportajes televisivos en directo y sus distintivas despedidas. Tras su muerte, tanto The New York Times como NPR la describieron como "una personalidad archiconocida" entre los palestinos. The Times of Israel la caracterizó como "una veterana periodista (...) entre las más importantes figuras de los medios de comunicación árabes". La BBC la describió como una periodista ampliamente conocida y admirada tanto por los espectadores como por sus compañeros. El Secretario de Prensa de la Casa Blanca la describió como "una leyenda del periodismo". El 31 de mayo de 2022, la ONU anunció el cambio de nombre de su programa anual para periodistas palestinos, al que rebautizó con el nombre de Shireen Abu Akleh. 

## Asesinato

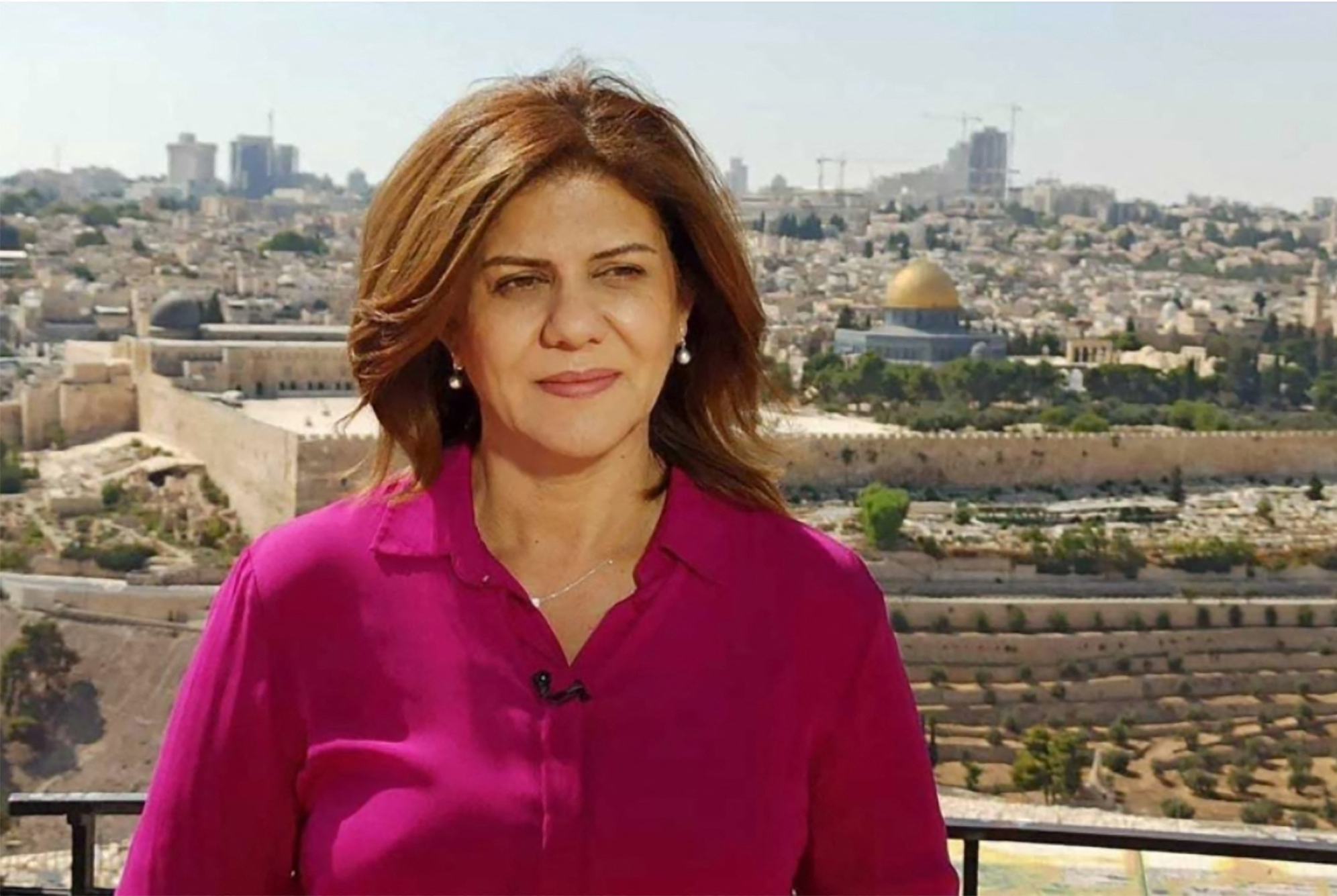
Abu Akleh con Jerusalén de fondo.

El 11 de mayo de 2022, el Ministerio de Salud palestino anunció que las Fuerzas de Defensa de Israel le habían disparado y asesinado durante una redada en Yenín. Abu Akleh había estado informando desde el campamento de refugiados de esta ciudad cuando recibió un disparo en la cabeza y fue trasladada al Hospital Ibn Sina, donde se confirmó su muerte. Tenía 51 años. En el mismo ataque, otro periodista, Ali Samoadi de Al Quds, recibió un disparo en la espalda pero sobrevivió; otros dos hombres palestinos fueron llevados a un hospital a causa de heridas leves.
Según el periódico israelí Haaretz los militantes palestinos habían disparado al ejército israelí, por lo que este había respondido abriendo fuego, pero Al Jazeera lo contradijo, demostrando que allí no había tiradores palestinos. Al Jazeera acusó al ejército israelí de haberla asesinado deliberadamente, y The Times informó de que Abu Akleh había recibido un disparo de francotirador. Una periodista palestina presente en el lugar de los hechos, Shatha Hanaysha, declaró que tanto ella como Abu Akleh, Ali Samoadi y un cuarto periodista habían sido tiroteados por francotiradores israelíes que no dejaron de dispararles incluso cuando Abu Akleh cayó al suelo, evitando así que la propia Hanaysha pudiese arrastrar a la víctima a un lugar seguro. Una autopsia de la Universidad Nacional An-Najah fue incapaz de determinar quién disparó a Abu Akleh, pero el patólogo no encontró ninguna prueba de que hubiese recibido un disparo desde corta distancia. La autopsia confirmó que Abu Akleh había sido asesinada con una bala perforante que impactó en su nuca y que, tras salirle por la frente, rebotó en el casco y le causó nuevas fracturas y daños cerebrales. La bala fue recuperada y enviada para que se le efectuasen nuevos exámenes. Al-Omari también hizo constar que Abu Akleh llevaba un casco y que le dispararon a un área desprotegida de la cabeza, lo que sugiere que se trataba de un acto intencionado. El vídeo del tiroteo mostró a Abu Akleh con un chaleco donde se puede leer claramente la palabra press ('prensa').
El 24 de mayo, CNN publicó una investigación en la que sugiere que el suceso fue un ataque selectivo por parte de las fuerzas israelíes. Por su parte, la Associated Press publicó un artículo en el que afirma que obtuvo evidencia que sugiere que el disparo vino de un rifle israelí. El 5 de septiembre, el Ejército de Israel concluyó que existía una alta probabilidad de que uno de sus soldados hubiese dado muerte "por error" a la periodista, sin embargo, rechazó investigar penalmente al responsable porque pensó que se trataba de un miliciano palestino.  A comienzos de mayo de 2025, un documental de Al Jazeera señaló como asesino de Abu Akleh al capitán Alon Scagio, francotirador de 20 años de la unidad de comandos Duvdevan, que a su vez murió el 27 de junio de 2024 por un artefacto explosivo colocado junto a una carretera del campamento de refugiados de Yenín. Según este documental, dos soldados más de esta unidad lo identificaron como el autor del disparo que mató a Abu Akleh. Fuentes militares israelíes confirmaron a The New York Times que las conclusiones del documental eran correctas.

### Hechos posteriores
Después de su asesinato, la casa de Abu Akleh fue asaltada por fuerzas israelíes que confiscaron banderas palestinas y evitaron "la interpretación de canciones nacionalistas". Miles de personas se habían reunido en honor de Abu Akleh en Ramala, donde se encuentran las oficinas de Al Jazeera a las que habían trasladado su cadáver para que sus compañeros de trabajo, amigos y familiares pudiesen "darle un último adiós". Periodistas del Sindicato Alternativo de Prensa se reunieron para prestarle tributo en el centro de Beirut, y unos 30 periodistas de la región siria de Idlib le rindieron tributo frente a un grafiti de la periodista. Otras ciudades en las que hubo muestras de respeto por parte de sus colegas periodistas fueron Gaza, donde las oficinas de Al Jazeera habían sido demolidas en un bombardeo israelí un año antes, y Washington D. C. En su pueblo de nacimiento, Beit Hanina, al menos cinco palestinos resultaron heridos en enfrentamientos con soldados israelíes, y a menos tres más fueron detenidos. Una multitud se reunió frente a su casa para protestar contra su asesinato. Cientos de palestinos se manifestaron también en Nazaret y en Haifa portando banderas palestinas y cantando "el mensaje de Shireen Abu Akleh no decaerá".

## Entierro
Su cuerpo fue trasladado a la Iglesia del Monasterio Latino en Yenín para orar por ella, y luego fue trasladado a Nablus para una autopsia, tras la solicitud de la Fiscalía Palestina y el visto bueno de su familia, en el Instituto de Medicina Forense de la Universidad Nacional An-Najah. Desde la Presidencia palestina en Al Bireh se anunció que Abu Akleh recibiría un funeral de Estado el 12 de mayo de 2022, que comenzaría en la Muqataa (sede presidencial palestina) de Ramala. Mahmoud Abbas, presidente del Estado de Palestina, anunció su asistencia al funeral. El hermano de Abu Akleh, Tony, confirmó que había hablado con la policía israelí antes del funeral y que esta le había preguntado por la ruta del cortejo funerario y por cualquier otro tipo de detalle organizativo, y le había advertido de que no quería que apareciesen banderas palestinas ni que se cantasen eslóganes o canciones palestinas durante la marcha.
El cuerpo de Abu Akleh fue trasladado desde Yenín hasta Jerusalén pasando por Nablus y Ramala. El funeral de Abu Akleh tuvo lugar el viernes 13 de mayo en Jerusalén. Miles de personas acudieron portando banderas palestinas. La marcha comenzó en el Hospital de San José, en el barrio jerosolimitano de Sheij Yarrah, y los asistentes insistieron en portar el féretro sobre sus hombros, una práctica muy extendida en los funerales palestinos. El convoy se detuvo en el hospital francés, donde la policía israelí atacó con porras y granadas aturdidoras a los dolientes mientras intentaban llevar el ataúd, que estuvo a punto de caer al suelo, tal como se ve en imágenes difundidas por Al-Jazeera. La policía israelí declaró con posterioridad que había actuado porque la multitud estaba "alterando el orden público", afirmando además que unos "300 manifestantes" habían tratado de hacerse con el ataúd, aunque estas afirmaciones fueron rechazadas y rebatidas por el hermano de Abu Akleh. Además, la policía israelí trató de prohibir la exhibición de banderas palestinas entre los asistentes al funeral, aunque estos esfuerzos resultaron en vano, pues pudieron observarse multitud de banderas y cánticos de "¡Palestina! ¡Palestina!". La policía también acusó a los asistentes de haberles lanzado piedras, aunque no aportó ninguna prueba al respecto. Un vídeo publicado poco después mostraba a un policía israelí que se dirigía a la multitud diciendo "si no paráis esos cánticos y esos eslóganes nacionalistas, tendremos que dispersaros usando la fuerza y no permitiremos que el funeral tenga lugar". El féretro fue finalmente transportado hasta la Catedral de la Anunciación de la Virgen, donde se celebró el funeral antes de que su cuerpo fuese enterrado en el cementerio del Monte Sion, cerca de la puerta de Jaffa, en la Jerusalén ocupada, donde está enterrada junto a sus padres.

En una conferencia de prensa realizada el 16 de mayo, los líderes cristianos de Jerusalén Este hicieron público un vídeo que evidenciaba que la violencia de la policía israelí había comenzado incluso antes de que se iniciase la marcha fúnebre. En dicho vídeo, obtenido de cámaras de seguridad instaladas dentro del Hospital de San José, se puede observar cómo docenas de policías israelíes asaltan el edificio del hospital mientras el féretro de Abu Akleh estaba todavía allí y cómo golpean, zarandean y pisotean a los pacientes; también lanzaron granadas aturdidoras en el interior del hospital que hirieron y causaron quemaduras al personal médico y dispararon sus armas en la parte exterior del complejo. 

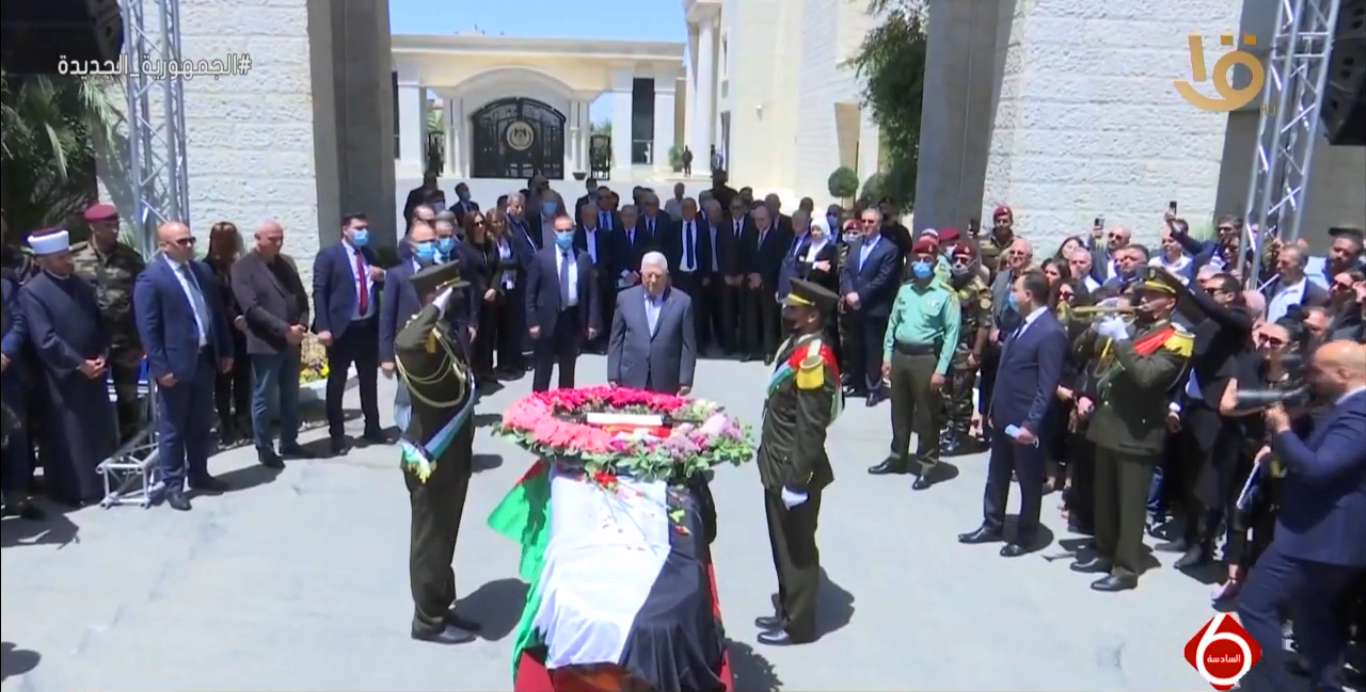
El presidente palestino Mahmud Abbas durante el funeral de Estado de Abu Akleh.

La Unión Europea emitió un comunicado diciendo que estaba consternada por la violencia en el complejo del Hospital de San José y el nivel de fuerza innecesaria ejercida por la policía israelí durante la procesión fúnebre. El 16 de mayo, el Hospital de San José citó una declaración de una organización que representa a 15 denominaciones cristianas, las Iglesias Cristianas de Tierra Santa, en el que se afirmaba que "las acciones de la policía constituyen una invasión y un uso desproporcionado de la fuerza (...) y una seria violación del derecho internacional, incluido el derecho fundamental a la libertad de culto." El director del hospital, el doctor Jamil Koussa, declaró: "ahora está claro que el objetivo de la violencia policial era el propio ataud", y que la intención de la policía israelí era aterrorizar a aquellos que se encontraban en el edificio. En una entrevista con la CNN, el hermano de Abu Akleh describió las acciones de la policía como "intencionadas y brutales" y afirmó que podían simplemente haber bloqueado la calle para detener la procesión fúnebre. También negó la versión de la policía israelí, según la cual había un acuerdo previo entre la familia de Abu Akleh y la propia policía. La sobrina de Abu Akleh informó de que había sido amenazada con una paliza por un oficial israelí durante el asalto.
Israel declaró que llevaría a cabo una "completa investigación de lo sucedido durante el funeral para aprender lecciones de los hechos acaecidos". Unos días después, uno de los portadores del féretro golpeados por la policía fue detenido y colocado en confinamiento solitario; la policía declaró que el arresto no estaba relacionado con el funeral, pero se ha negado desde entonces a dar una explicación para dicho arresto. Según el abogado del detenido, sin embargo, los interrogatorios giraron en torno al funeral de Abu Akleh.
El ministerio de Sanidad israelí también declaró que investigaría la violencia en el funeral, aunque a fecha de 24 de mayo de 2022, el director del Hospital de San José afirmó que nadie del ministerio ni de la policía había contactado con él. El 16 de junio, la policía israelí anunció la conclusión de su investigación interna sobre la conducta de la policía en el funeral de Abu Akleh, y aunque los resultados de esta investigación fueron entregados al director de la policía, Kobi Shabtai, y al ministro de Seguridad Pública, Omer Bar-Lev, no fueron hechos públicos. Shabtai emitió un comunicado en el que declaraba que "la procesión fúnebre de la periodista Shireen Abu Akleh fue un evento complejo. Es imposible permanecer indiferente ante las difíciles escenas sucedidas en él", y afirmó que hacía falta un análisis apropiado del incidente "para que eventos de gran sensibilidad como este no se vean afectados por manifestantes violentos" y que "bajo mi guía, la policía investigó la conducta de las fuerzas sobre el terreno con el objetivo de sacar conclusiones y mejorar la conducta operacional en futuros incidentes similares". Los diarios israelíes Haaretz y The Jerusalem Post informaron de que la investigación policial había descubierto mala praxis en la conducta de las fuerzas del orden, pero que ya se había decidido previamente que no se llevarían a cabo acciones disciplinarias.